# Jesse Six Dijkstra
Jesse Petrus Samuel Six Dijkstra (Dordrecht, 23 september 1994) is een Nederlands politicus namens NSC. Sinds 6 december 2023 is hij lid van de Tweede Kamer der Staten-Generaal.

## Biografie
Six Dijkstra studeerde kunstmatige intelligentie aan de Universiteit van Utrecht en werkte bij de Algemene Inlichtingen- en Veiligheidsdienst als onderzoeker en beleidsadviseur. Aanvankelijk was hij lid van de ChristenUnie en haar jongerenorganisatie PerspectieF. Hiervoor publiceerde Dijkstra onder meer een rapport over digitaal geld.
Tijdens de Tweede Kamerverkiezingen van 22 november 2023 stond hij op de negende plek van de NSC-kandidatenlijst en werd hij verkozen. Hij is woordvoerder digitalisering, informatiesamenleving en overheid, digitale economie en nationale veiligheid. Na de val van Kabinet-Schoof deelde hij mee niet te willen terugkeren als parlementariër namens NSC.
Diederik Boomsma · Faith Bruyning · Olger van Dijk · Annemarie Heite · Rosanne Hertzberger · Harm Holman · Folkert Idsinga · Agnes Joseph · Isa Kahraman · Willem Koops · Ria de Korte · Bram Kouwenhoven · Wytske Postma · Ilse Saris · Jesse Six Dijkstra · vacant · Nicolien van Vroonhoven · Sander van Waveren · Merlien Welzijn · Natascha Wingelaar
- Parlement.com: vm6ufcdi9kxg